# Laže
Laže so gručasto naselje v severozahodnem delu Slavinskega ravnika, občina Divača. Naselje se nahaja ob cesti, ki se od glavne ceste Senožeče - Postojna odcepi v zaselku Ključu na ovinku tik pred Razdrtim. 
Vas je na prehodu neprepustnega flišnega sveta v zakrasel apniški svet. Prvi naseljenci so bili lipenski kmetje. Sredi 16. stoletja so tržaški škofje prodali Lipico Avstrijcem, kmete razlastili in jih preselili v Laže.
Na pobočjih hriba Travnika (754 m) na severovzhodu je velik kamnolom. V vasi stoji cerkev sv. Urha.